# Jeune Force poétique française
La Jeune Force poétique française est un mouvement littéraire à ambition internationale créé en 1963 par Michel-Georges Micberth (Mic Berthe). Avec l'aide de Jean Royer, maire de Tours ; de Lucien Morisse, directeur des programmes d'Europe 1 ; de Louis Aragon pour le crédit littéraire.

En 1968, la JFPF comptait plus de 40 000 contacts dans une quarantaine de pays et avait édité 2 000 poètes amateurs.

Il en est resté de nombreuses notoriétés dont Alain Fournier (ADG), Bernard Deyriès, Mary Laparlière, Catherine Cormery, Gérard Lecha, Patrice Leconte, Jean Chalopin, Maguy Vautier, David Bohbot, Françoise Moreau, Gilles Cormery, etc.

## Les Dégagements autobusiaques
Micberth crée le Mouvement autobusiaque en 1966, mode de création littéraire, qui se manifeste dans l'expression poétique et théâtrale. Philosophie libertaire sous forme de spectacles, nommés aussi « dégagements autobusiaques ». On les regarde aujourd'hui comme des œuvres ludiques de psychothérapie individuelle se déroulant en public, des moments d'improvisation verbale et gestuelle, des actes de libération réelle de l'être.
Les créateurs qui revendiquent leur appartenance à cette tendance ne se contentent pas d'être les « actants » de ces spectacles, ils s'efforcent de mettre leur vie en harmonie avec les options retenues et énoncées par Micberth : le rejet du conditionnement socio-politique, essentiellement bourgeois, de l'époque, qui conduit à une réification de l'existence - l'anti-vie - et l'accomplissement total de l'être.

## La fin
En 1970, pour des raisons probablement politiques, la JFPF a disparu de la vie littéraire française.

## Thèse ou pamphlet?
Dans les années 80, Gérard Lecha, universitaire, a soutenu une thèse de sociologie, dirigée par Jean Duvignaud, L'aventure de la Jeune Force poétique française. Ce volumineux pensum, sous-titré péjorativement, n'a jamais trouvé d'éditeur en raison de la réprobation des acteurs de ce travail discutable.